# Julio Miranda (cantautor)
Julián Antonio Indriago Díaz (Carúpano, Estado Sucre, 7 de julio de 1953 - Maracay, Estado Aragua, 11 de junio de 1993), más conocido como Julio Miranda, fue un cantante y compositor venezolano de música llanera. Sus éxitos dejaron un camino abierto y una huella en el folklore, le dedicó al llano, al oriente y los desamores, motivos por los que lo convirtieron en El Cantautor del Amor.

## Trayectoria artística
Julián Antonio Indriago Díaz nació en la población de Carúpano, Estado Sucre, hijo de Miguel Ángel Indriago y Bárbara Antonia Díaz, combinando sus estudios con su trabajo de pescador, labor que realizaba junto a sus otros hermanos, se graduó de bachiller, de una familia muy humilde, pasó por muchos trabajos: pescador, limpiabotas, motorizado, chofer, técnico en refrigeración, mecánico. A la edad de 8 años empezó sus manifestaciones artísticas, su primera actuación fue en el Teatro Municipal de Carúpano, en radio se presentó en un programa “Hora infantil” por Radio Carúpano en el Estado Sucre. Miranda siente inclinación por la música llanera, oyendo a Jesús Moreno, El Carrao de Palmarito, Francisco Montoya y el sonido del arpa, decidió viajar a Caracas. En 1979 grabó un 45 con el cual no tuvo mucho éxito, en 1982 publica su primer long-play bajo el sello “Araguaney” titulado “Egoísmo”, fue acompañado por el maestro del arpa Gustavo Sánchez y con su nombre artístico “Julio Miranda”, así lo bautizó José Romero Bello, quien fue su padrino artístico, basándose en el nombre de su padre y una población de Paracoto: “Miranda” en el Estado Miranda. 
Julio Miranda, “Oriental de nacimiento y llanero de Corazón”, llevó su música a Colombia, México, Estados Unidos, Puerto Rico. Además de cantautor y compositor, tocaba varios instrumentos musicales entre los cuales destacan el cuatro, la mandolina, entre otros.

## Fallecimiento
Falleció a los 39 años de edad el 11 de junio de 1993, a causa de la ingesta de un alimento contaminado con una bacteria durante una gira, lo cual causó graves padecimientos y posteriormente el desenlace fatal.

## Discografía
- “Egoísmo”
- “Aquel señor”
- “Amor de ayer, amor de hoy”
- “El sentir de un poeta”
- “Mis canciones”
- “Un tiempo mejor”
- “Julio Miranda”
- “Cuando el amor se termina”
- “Para que un día”
- “Igual que tú”
- “Lamento guaiquerí”
- “Resignación”